# Сан (приток Вислы)
Сан (укр. Сян, пол. San) — река, протекающая по территории Украины и Польши, правый приток Вислы. Длина реки — 444 км, площадь её водосборного бассейна — 16 700 км². Средний расход воды в низовьях 125 м³/с.
Исток в Карпатах (Верхние Бескиды), на высоте 900 м; значительная часть верхнего течения — по границе Польши и Украины. По выходе из гор течёт по всхолмлённой равнине, затем — по Сандомирской низменности. Впадает в Вислу близ города Сандомира. Важнейшие притоки — Вислок (левый), Танев (правый).
Половодье в феврале — мае, летом — межень; летние паводки редки. Сан используется для сплава леса; в нижнем течении судоходен.
В верхнем течении устроено Солиньское водохранилище, ГЭС.
На Сане стоят города Санок, Пшемысль, Ярослав, Сталёва-Воля.

## Притоки
- Вислок
- Вишня
- Вяр
- Любачувка
- Река
- Танев
- Шкло

## Исторические факты
- В соответствии с Секретным дополнительным протоколом к Договору о ненападении между Германией и Советским Союзом (известному как «Пакт Молотова — Риббентропа»), по рекам Сан (от истоков реки до устья реки Любень до Сан), Нарев и Висла проходила граница сфер интересов Третьего Рейха и СССР в Польше. С сентября 1939 года Сан является пограничной рекой между СССР и Германией (с 1946 г. и в настоящее время — между Украиной и Польшей только на небольшом участке у истока реки).
- Сан упоминается в песне «Ще не вмерла України», основе государственного гимна Украины: «Станем, браття, в бій кривавий від Сяну до Дону». Однако в официальную редакцию гимна эта строка не вошла. При этом Украина имеет выход к Сану, но не к Дону.